# Lac de tête
 (février 2023).
Si vous disposez d'ouvrages ou d'articles de référence ou si vous connaissez des sites web de qualité traitant du thème abordé ici, merci de compléter l'article en donnant les références utiles à sa vérifiabilité et en les liant à la section « Notes et références ».
Un lac de tête est un lac s'étendant dans la partie supérieure d'un bassin hydrographique comme le lac Stukely : il est de ce fait presque exclusivement alimenté par des sources.